# 14072 Volterra
14072 Volterra è un asteroide della fascia principale. Scoperto nel 1996, presenta un'orbita caratterizzata da un semiasse maggiore pari a 3,1601061 UA e da un'eccentricità di 0,1592846, inclinata di 1,87494° rispetto all'eclittica.
L'asteroide è dedicato al matematico italiano Vito Volterra.